# Saitis magniceps
Saitis magniceps är en spindelart som först beskrevs av Eugen von Keyserling 1882.  Saitis magniceps ingår i släktet Saitis och familjen hoppspindlar. Inga underarter finns listade i Catalogue of Life.